# Dominikanske Republik
 Der er for få eller ingen kildehenvisninger i denne artikel, hvilket er et problem. Du kan hjælpe ved at angive troværdige kilder til de påstande, som fremføres i artiklen.

Den Dominikanske Republik (spansk: República Dominicana) er et land beliggende på øen Hispaniola i de Store Antiller i den caribiske region. Den Dominikanske Republik grænser op til Haiti som det eneste land. Landet er placeret i det tropiske klimabælte, hvorfor Den Dominikanske Republik også er præget af et typisk tropisk vejr. Landet har 10,8 millioner indbyggere (2020), hvoraf cirka 3,3 millioner bor i hovedstadsområdet Santo Domingo.
Fra slutningen af 1990'erne har landet haft en betydelig økonomisk vækst, især pga. indtægter fra turisme. Den Dominikanske Republik er den mest besøgte destination i Caribien. USA er landets vigtigste handelspartner. Det officielle sprog i landet er spansk.

## Historie

### Spansk koloni
Området blev først inddraget i verdenshandelen i 1492, hvor Columbus lagde til på øen. Da spanierne kom tilbage i 1496 grundlagde de den nuværende hovedstad, Santo Domingo, som den første europæiske by i Amerika. Landet kom under spansk styre. Frankrig overtog den del af Hispaniola, der i dag er Haiti. Under kolonitiden fungerede den Dominikanske Republik som sukkerleverandør til Spanien og Frankrig. Mange hvide flyttede til landet i denne periode.

### Under Haiti
I 1822 blev den Dominikanske Republik dog invaderet af Haiti. Haiti havde løsrevet sig fra Frankrig i 1804 og var dermed blevet den første sorte republik. Kontrasten mellem de to nabolande var stor, og her blev fundamentet for mange års fjendsk naboskab skabt. I 1844 fik den Dominikanske Republik gjort sig selvstændig og var i 16 år uden indflydelse fra noget andet land. 1861 generobrede Spanien landet, men kun for en kort periode. Fra 1865 har den Dominikanske republik været en selvstændig republik.

### Ustabilitet og amerikansk besættelse
Efter at have været præsident i seks år blev Ramón Cáceres myrdet i 1911. Derefter fulgte flere år med politisk instabilitet og borgerkrig. Juan Isidro Jimenes Pereyra, som blev præsident 1914 ved relativt frie valg, blev tvunget til at træde tilbage i maj 1916. USA:s præsident Wilson beordrede en amerikansk besættelse af Den Dominikanske Republik. Marinesoldater fra USA gik i land den 16. maj 1916 og fik kontrol over landet i løbet af to måneder. Den militærregering, som blev indsat af USA, og ledet af kontraadmiral Harry Shepard Knapp, vandt ikke befolkningens tillid. En del regeringsposter måtte udfyldes med amerikanske marineofficerer, eftersom dominikanere nægtede at indgå i regeringen. Besættelsen stoppede i oktober 1922, og valg afholdtes i marts 1924. Vinder af præsidentvalget blev Horacio Vásquez Lajara, som havde samarbejdet med amerikanerne. Under hans seks år ved magten respekteredes borgerrettighederne, og økonomien viste fremgang. Han blev dog tvunget til at træde tilbage i 1930 og efterfulgtes af chefen for hæren, general Rafael Trujillo.

### Militærdiktaturet Trujillo
Trujillo overtog magten i 1930 og gjorde sig til enerådig leder. Han og hans nære efterfølgere hjalp desuden flere diktatorer i andre lande, også Haitis diktator og Cubas diktator Fidel Castro. I 1961 blev Trujillo myrdet, hvilket førte til en ny periode med borgerkrig, under hvilken kommunisterne blev stadigt stærkere og nær havde held til at overtage magten, hvilket bidrog til, at USA 1965 atter besatte landet en periode.

### Balaguers regime
I 1966 blev Joaquín Balaguer, som havde været en af Trujillos håndgangne mænd, præsident og styrede landet i næsten 30 år. Den veluddannede Balaguer styrede autoritært men med mindre vold end Trujillo. Han udviklede sig til at blive en stærk kraft i landets politik og ville endnu i en alder af 94 år stille op til præsidentvalget, men døde inden dette fandt sted.

### Skiftende præsidenter
Efter Balaguers død er demokratiet blevet styrket og magten er ikke i samme grad blevet samlet hos en og samme person. Leonel Fernández overtog magten i 1996 efterfulgt af Hipólito Mejía i 2000 og igen Leonel Fernández i 2004, som har beholdt magten lige siden.
Den 16. august 2012 tiltræder Danilo Medina som ny præsident for Den Dominikanske Republik. En lidt anonym bureaukrat, men en ganske erfaren politiker. Han fik 51% af stemmerne som kandidat for Partido de la Liberación Dominicana (PLD), et centrum-højre parti og efterfølger dermed Leonel Fernández fra samme liberale parti. Leonel ville have haft valgt sin kone Margarita Cedeño de Fernández, men hun bliver nu vicepræsident, selv om hun under valgkampen blev beskyldt for at have hemmelige bankkonti i Danmark.

## Geografi og klima
Den Dominikanske republik breder sig ud over to tredjedele af øen Hispaniola. Det er en bjergrig ø med høje skovrige bjerge. Der er 3 mindre bjergkæder på øen, Cordillera Septentrional, Cordillera Central og Sierra de Bahoruco. Det højeste bjerg er Pico Duarte i Cordillera Central. Imellem kæderne ligger dybe, frugtbare dale, som er velforsynet med vand fra bjergene. Hele den østlige del er en lavere, tørrere del. Vandoverfladen på saltvandssøen Lago de Enriquillo, som ligger 40 meter under havets overflade, er samtidig det laveste punkt i de Caribiske øer.
Den Dominikanske republik ligger i det tropiske klimabælte og har også typisk tropisk vejr. Jævnt varmt hele året med middeltemperatur på 25 °C. Det hænder hele året, at en cyklon løber over landet, og der er store regnskyl i sommermånederne. Der er koldere og mere nedbør i bjergene, mens dalene og især den østlige del ikke får nær så meget nedbør. Nedbøren og geografien er gunstige for jorddyrkning og derfor bruges ca. 2/3 af arealet til landbrug. I de tørrere egne forekommer landbrugsjorden som græsningsområder. Artibonitefloden udspringer i den Dominikanske Republik og løber via Haiti ud i Gonâvebugten.

## Politik
Efter mange år med diktatur eller korrupt demokrati menes styret at have bevist nogenlunde legitimitet efter valget i 1996, hvor den mangeårige leder Balaguer mistede magten til Leonel Fernández. Styreformen er et repræsentativt demokrati med to kamre og præsidenten som leder af staten, regeringen og hæren. Ifølge grundloven har præsidenten stor magt. Han kan bl.a. omstøde lovene som kongressen kommer med, og han har magt til at ophæve alle love og indføre egne ved undtagelsestilstand.
Leonel Fernández og regeringen befinder sig i midten af den politiske scene. Politikken er nemlig delt op i tre fløje. Partido Revolucionado Dominicano (PRD), som er socialistisk, Partido de la Liberación Dominicana (PLD), som er konservativt/liberalt og Partido Reformista Social Cristiano (PRSC), som er Balaguers gamle højreorienterede parti. Leonel Fernández, og hans blok med moderpartiet PLD har flertal i alle kamrene. Den store opgave er at genoprette tilstandene som fra før recessionen i 2003-2004, og de arbejder tæt sammen med Verdensbanken. Der bliver ført stram finanspolitik og privatiseringer bliver gennemført.
Forholdet til USA er siden Leonel Fernández tiltrædelse blevet forbedret. Her er begivenhederne i Haiti en vigtig faktor. Balaguer, den tidligere præsident gjorde sig upopulær i USA ved at kritisere USA's indblanding på Haiti. USA havde sørget for, at Aristide indsattes, men det var Balaguer ikke tilfreds med. Leonel Fernández var dog parat til at begrave stridsøksen og besøgte som den første dominikanske præsident Haiti i over 70 år. I dag udgør handelen med USA 87 % af landets handel, så det kræver et godt forhold mellem parterne. Leonel Fernández' styre har lagt landet ind under stormagten.

## Økonomi
Økonomien bygger hovedsageligt på landbrugsprodukter. Landbruget eksporterer mest nydelsesprodukter som kaffe, kakao, sukker og tobak. De fleste landbeboere producerer dog kun til egen overlevelse, og den store befolkning kræver meget mad. Der bliver således importeret mange basale fødevarer og ting til fødevareproduktion.
I bjergene udvinder man guld, sølv, bauxit og nikkel, der alle eksporteres. Det samlede resultat på betalingsbalancen bliver alligevel negativ, fordi olie, mad, tøj og højere teknologiske varer bliver importeret i stor stil. Turisme er især i det senere årti blevet en ikke helt ubetydelig faktor i økonomien.
Denne udvikling har i mange år forværret den dominikanske økonomi. Især i årene 2003-2004 gik det skidt med den dominikanske økonomi. Inflationen løb løbsk, den største bank gik konkurs og mange folk blev fattige eller arbejdsløse. Responsen derpå har været en meget stram finanspolitik. Det har sænket tempoet på økonomien, og man har derfor oplevet lavere inflation, men til gengæld er økonomien blevet mindre dynamisk. Mange unge mangler jobs, hvilket blandt andet har øget udvandringen især til USA. Landet har taget et standby-lån af Verdensbanken, som til gengæld låser politikken ved at kræve den stramme finanspolitik for at opretholde lånet.

## Administrativ inddeling
Den dominikanske republik er inddelt i distrikter, og 31 provinser:
- Azua
- Baoruco
- Barahona
- Dajabón
- Duarte
- Elías Piña
- El Seibo
- Espaillat
- Hato Mayor
- Independencia
- La Altagracia
- La Romana
- La Vega
- María Trinidad Sánchez
- Monseñor Nouel
- Monte Cristi
- Monte Plata
- Pedernales
- Peravia
- Puerto Plata
- Salcedo
- Samaná
- Sánchez Ramírez
- San Cristóbal
- San José de Ocoa
- San Juan
- San Pedro de Macorís
- Santiago
- Santiago Rodríguez
- Santo Domingo
- Valverde

## Demografi
Da Spanien indtog landet i 1496, bestod befolkningen af arawak-indianere. I dag er der kommet to andre store grupper til, mens den oprindelige befolkning helt er forsvundet. 16 % er hvide, og 11 % er sorte. I løbet af de mange år, der er gået siden den store indvandring er racerne blevet blandet og det kan være svært at skelne. Rent racemæssigt ligner de alle på de andre caribiske øer. Spanierne medbragte kristendommen, så i dag er 95 % af befolkningen katolikker. En sidste tydelig rest af den spanske kolonitid på befolkningen er sproget. Man taler nemlig spansk.
Der er relativt store sociale skel mellem de rige og de fattige. Det skyldes de mange år med en meget liberal leder, Balaguer, forværret af nogle trange økonomiske år. Ikke desto mindre er forskellen mellem rig og fattig blevet større. På trods af det bliver der født flere og flere mennesker ind i fattige kvarterer, hvilket blot presser midlerne til dem endnu mere. Overbefolkning er et problem i Den Dominikanske republik, som på trods af de mange, svært beboelige bjerge har en større befolkningstæthed end Danmark. Derfor går der i dag mange arbejdsløse unge mennesker rundt.
Selve levestandarden er nogenlunde. De ligger nummer 95 på listen efter levestandard i 2007, såkaldt HDI. Det er lidt lavere end de fleste caribiske naboer (dog ikke Haiti). Den gennemsnitlige levealder er 68,1 år, mens spædbarnsdødeligheden er på 3,4 %.